# Parafia Najświętszej Maryi Panny Częstochowskiej w Witowicach
Parafia Najświętszej Maryi Panny Częstochowskiej w Witowicach – znajduje się w dekanacie  Wiązów w archidiecezji wrocławskiej. Erygowana w 1978 wieku. Obsługiwana przez księży archidiecezjalnych. Jej administratorem jest ks. Paweł Parafiniuk.
Miejscowości należące do parafii: Goszczyna, Jędrzychowice, Kurów i Witowice.

## Parafialne księgi metrykalne
| Księgi metrykalne | Okres ewidencji |
| ----------------- | --------------- |
| chrztów           | 1967 -          |
| ślubów            | 1967 -          |
| zgonów            | 1967 -          |